# 금정산 공비 사건
금정산 공비 사건은 부산 시외에 있는 금정산에서 공산 게릴라 유격대가 천막치고 작업 중이던 미군 공병분대를 습격해 수 명을 죽인 사건이다. 당시 공비들은 남해주와 부산을 뚫기 위하여 창녕도를 건너서 밀양 경부철도를 끊고 남해주로 들어온 사람들과 합쳐서 포항을 장악하려고 시도하였다. 이후 정부에서는 계엄령을 선포하고 부산 정치파동까지 이어지는 계기가 되었다.